# Imran Louza
Imran Louza (Nantes, 1 de mayo de 1999) es un futbolista marroquí, que juega en la demarcación de centrocampista para el Watford F. C. de la EFL Championship.

## Biografía
Tras empezar a formarse como futbolista en el F. C. Nantes durante once años, pasó a formar parte del segundo equipo. Jugó con el filial durante dos años, hasta que a mediados de 2019 se marchó al primer equipo. Su debut se produjo el 4 de enero ed 2019 en un partido de dieciséisavos de final de la Copa de Francia contra el LB Châteauroux. Su debut en liga se produjo en la jornada 38 contra el R. C. Estrasburgo el 24 de mayo de 2019.
A principios de junio de 2021, una vez ya finalizada la temporada, fichó por el Watford F. C. firmando un contrato de cinco años. En los primeros dos y medio disputó 60 partidos, en los que anotó seis goles, y en enero de 2024 volvió a Francia después de ser cedido al F. C. Lorient lo que restaba de temporada.

## Selección nacional
Internacional en categorías inferiores tanto con Marruecos como con Francia, en categoría absoluta decidió jugar con la selección marroquí, con la que debutó el 6 de octubre de 2021 en un partido de clasificación para el Mundial 2022 ante Guinea-Bisáu en el que marcó uno de los goles del triunfo por cinco a cero.

## Clubes
| Club                   | País       | Año       | Partidos | Goles |
| ---------------------- | ---------- | --------- | -------- | ----- |
| F. C. Nantes "II"      | Francia    | 2017-2019 | 40       | 10    |
| F. C. Nantes           | Francia    | 2019-2021 | 66       | 12    |
| Watford F. C.          | Inglaterra | 2021-2024 | 60       | 6     |
| F. C. Lorient (cedido) | Francia    | 2024      | 14       | 1     |
| Watford F. C.          | Inglaterra | 2024-     | 37       | 2     |